# Клют
Клют (англ. Klute) — американський трилер, 1971 року, режисера Алана Пакули.

## Сюжет
Близький друг приватного детектива Джона Клюта інженер Том Гранеман таємничим чином безслідно зникає. Колега Тома Пітер Кейбл просить Джона знайти його, і той починає власне розслідування. Єдина зачіпка це — нью-йоркська повія Брі Деніел. Джон приїжджає в Нью-Йорк і просить її допомогти знайти друга, але в цей час за нею самою починає полювати загадковий вбивця.

## У ролях
- Джейн Фонда — Брі Деніел
- Дональд Сазерленд — Джон Клют
- Чарльз Чоффі — Пітер Кейбл
- Рой Шайдер — Франк Лігурін
- Дороті Трістан — Арлін Пейдж
- Рита Гем — Тріна
- Нейтан Джордж — Траск
- Вівіан Нейтан — психіатр
- Морріс Страссберг — містер Гольдфарб
- Беррі Снайдер — Бергер
- Бетті Мюррей — Голлі Гранеман
- Джейн Вайт — Джені Дейл
- Ширлі Столер — Момма Різ
- Роберт Міллі — Том Гранеман
- Сильвестр Сталлоне — (в титрах не вказаний)
- Жан Стейплтон — секретар Гольдфарба